# Bonneville-Aptot
Bonneville-Aptot település Franciaországban, Eure megyében. Lakosainak száma 261 fő (2022. január 1.). Bonneville-Aptot Boissey-le-Châtel, Écaquelon, Malleville-sur-le-Bec, Saint-Philbert-sur-Boissey, Saint-Léger-du-Gennetey és Thierville községekkel határos.

## Népesség
A település népességének változása:
| Lakosok száma | 180  | 188  | 161  | 207  | 247  | 256  | 257  | 261  | 264  | 261  |
|               | 1968 | 1982 | 1990 | 2006 | 2013 | 2015 | 2017 | 2019 | 2020 | 2022 |